# Scultone
Le leggende folcloristiche sarde riferiscono dell'esistenza dello Scultone, un animale rettiliforme simile ad un drago che uccideva uomini e animali: presso Baunei (NU), la fuga di un drago chiamato Scultone avrebbe aperto la voragine del Golgo.
A eliminarlo definitivamente sarebbe stato Pietro apostolo, con un astuto accorgimento: poiché lo sguardo dello  Scultone aveva il potere di uccidere, Pietro lo avrebbe guardato per mezzo di un piccolo specchio, neutralizzando tale potere e facendo sprofondare il Drago nelle viscere della Terra.

## Altri media

### Romanzi e Fumetti
- Lo Scultone compare sotto forma di Basilisco all'interno dei fumetti di Martin Mystère, come principale antagonista della storia "Il Mistero del Nuraghe", in cui il Detective dell'Impossibile dovrà cercare di sconfiggerlo.[2]
- Lo Scultone è uno dei protagonisti de La Dottoressa Heja e il Drago dei Nuraghi (Edizioni A.Car, 2024), insieme a varie altre creature del folklore sardo che si uniranno per affrontarlo.